# 생로랑뒤바르

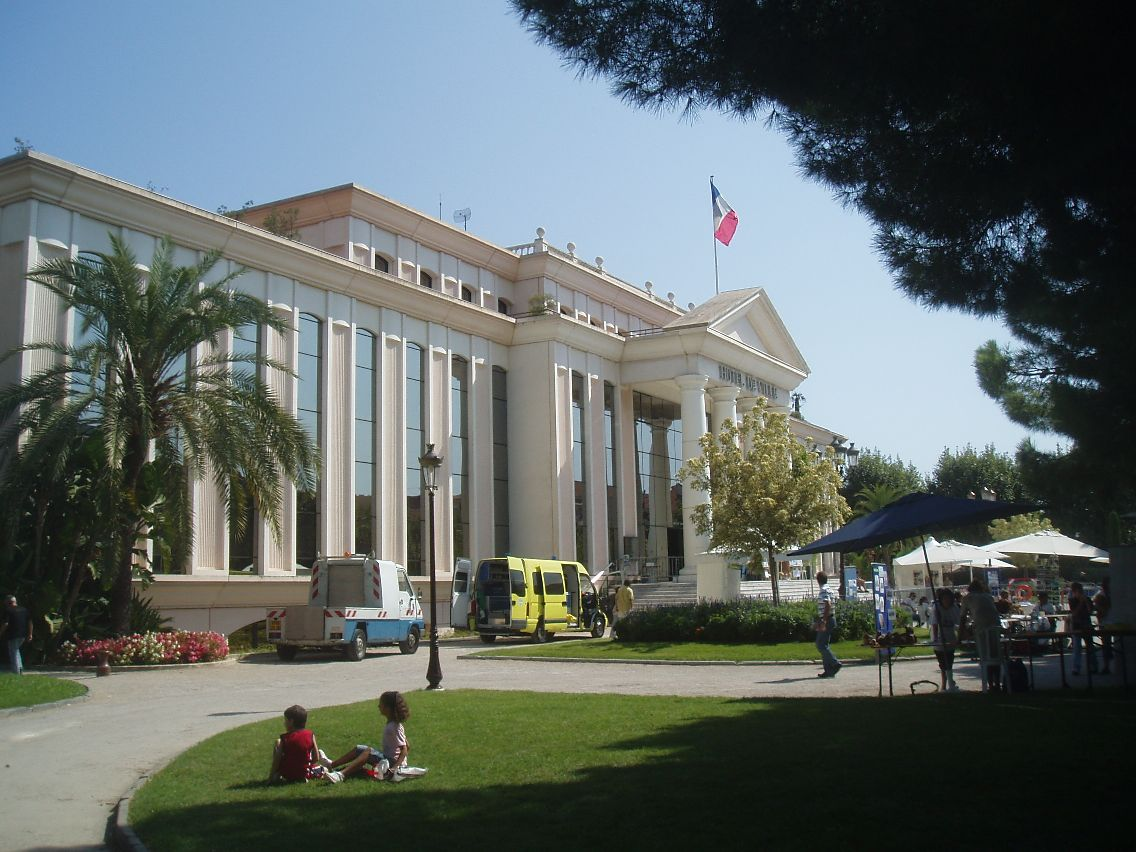
생로랑뒤바르

생로랑뒤바르(프랑스어: Saint-Laurent-du-Var)는 프랑스 프로방스알프코트다쥐르 알프마리팀주에 위치한 도시로 면적은 10.11km2, 인구는 29,343명(2012년 기준), 인구 밀도는 2,900명/km2이다.

시 문장

## 인구
| 연도 | 인구   | ±%     |
| ---- | ------ | ------ |
| 1962 | 8,186  | —      |
| 1968 | 10,156 | +24.1% |
| 1975 | 15,503 | +52.6% |
| 1982 | 20,678 | +33.4% |
| 1990 | 24,426 | +18.1% |
| 1999 | 27,141 | +11.1% |
| 2008 | 30,276 | +11.6% |

## 같이 보기
- 알프마리팀주의 코뮌 목록